# Bahía Buen Suceso
Bahía Buen Suceso är en vik i Argentina.   Den ligger i provinsen Eldslandet, i den södra delen av landet, 2 300 kilometer söder om huvudstaden Buenos Aires.